# Umbonula ovicellata
Umbonula ovicellata är en mossdjursart som beskrevs av Roxanne Irene Hastings 1944. Umbonula ovicellata ingår i släktet Umbonula och familjen Umbonulidae. Inga underarter finns listade i Catalogue of Life.